# Andrei Ivanțoc
Andrei Ivanțoc (n. 9 martie 1961, satul Opaci, raionul Căușeni) este un politician român-moldovean, luptător pentru integritatea teritorială a Republicii Moldova în cadrul conflictului din Transnistria, deținut politic al regimului separatist de la Tiraspol între 1992 și 2007.

## Biografie
Andrei Ivanțoc s-a născut la data de 9 martie 1961 în satul Opaci din raionul Căușeni. A lucrat ca muncitor, conducator auto. La data arestării era căsătorit, dar nu avea copii.
În perioada 1990-1992 s-a aflat printre membrii rezistenței românești a organizației din Tiraspol a Frontului Popular din Moldova condus de Ilie Ilascu și care se opuneau separării Transnistriei de Moldova, considerându-se români. Cei patru militanți unioniști pro-români (Ilie Ilașcu, Tudor Petrov-Popa, Andrei Ivanțoc și Alexandru Leșco) au fost acuzați ca făcând parte din așa-numitul grup „Ilașcu”, care a fost acuzat de terorism și instigare la răsturnarea puterii autoproclamate de la Tiraspol de către regimul separatist pro-rus din Trasnistria. Grupul „Ilașcu a participat activ la luptele armate în timpul războiului moldo-rus din Transnistria.
Andrei Ivanțoc a fost arestat de către separatiștii transnistreni cu ajutorul serviciilor secrete ale Federației Ruse (GRU) la data de 2 iunie 1992. Imediat după arestare, cei patru militanți pro-unioniști au fost închiși în arestul Miliției din Tiraspol și apoi timp de două luni au fost deținuți temporar la comenduirea Armatei a 14-a a Rusiei Directia GRU, staționată în Transnistria.
Ei au fost deținuți în condiții inumane și degradante: timp de luni de zile nu au putut să se spele, nu au primit decât pâine și apa, au fost ținuți în frig, au fost bătuți, anchetați fără avocat, ținuti sub izolare. Mărturiile le-au fost smulse în condiții de tortură și de intimidări: Andrei Ivanțoc și Tudor Petrov-Popa au fost drogați cu substanțe psihotrope și bătuți în mod regulat. Ca urmare a acestui tratament la care a fost supus, Andrei Ivanțoc a început să prezinte tulburări psihice, acestea culminând cu o tentativă de sinucidere prin spânzurare, care a eșuat. Potrivit mărturiei soției sale, Eudochia Ivanțoc, soțul ei nu o mai recunoștea în timpul celor câteva vizite care au avut loc .
Procesul, pe care Curtea Europeană a Drepturilor Omului l-a considerat ca fiind injust, a inceput în aprilie 1993, Procuratura Transnistriei cerând condamnarea la moarte a lui Ilașcu, Ivanțoc și Petrov-Popa, 15 ani de inchisoare pentru Leșco și 3 ani pentru Godiac, cu toții fiind considerați "teroriști". Desfășurarea procesului a avut loc în sala de festivități a uzinelor Kirov, iar acuzații au fost introduși în cuști metalice cu gratii. Cei șase acuzați au declarat că nu recunosc autoritatea curții și a Justiției din Transnistria și au considerat procesul drept o "farsă judiciară".
La data de 9 decembrie 1993, Curtea Supremă de Justiție din Transnistria l-a găsit "vinovat" de nimicirea unui reprezentant militar de rang înalt al autoproclamatei Republici Moldovenești Nistrene, prin folosirea unor mijloace teroriste, utilizarea ilegală și folosire de explozibil și l-a condamnat la 15 ani de temniță grea. Și-a executat sentința la Închisoarea nr.2, celula nr.6 din orașul Tiraspol.

## Eliberarea sa după 15 ani de închisoare

Grupul Ilașcu la proces (1993), aflați în cușca metalică. Ivanțoc e în centru.

În anul 2004, OSCE și Curtea Europeană a Drepturilor Omului de la Strasbourg au hotărât că Transnistria și Rusia trebuie să ia toate măsurile necesare pentru a pune capăt detenției arbitrare a reclamanților - Andrei Ivanțoc și Tudor Petrov-Popa - membri ai Grupului Ilașcu aflați în închisorile transnistrene de peste 12 ani și să asigure imediat punerea lor în libertate .
Andrei Ivanțoc a devenit cetățean român în anul 2001, deși se afla în închisoare.
Ministerul Afacerilor Externe al României a solicitat în 2004 Curții Europene, prin Agentul Guvernamental, adoptarea de măsuri provizorii în privința cetățeanului român Andrei Ivanțoc, semnalând situația gravă în care se găsea acesta. Curtea Europeană a decis, la data de 12 ianuarie 2004, să solicite luarea de măsuri provizorii vizând asigurarea unor condiții de detenție corespunzătoare exigențelor Convenției Europene a Drepturilor Omului, asigurarea asistenței medicale și respectarea dreptului la vizite și a dreptului la corespondență al deținutului. În urma acestor demersuri, au existat informații conform cărora condițiile de detenție a domnului Andrei Ivanțoc s-au îmbunătățit .
În anul 2005 Ivanțoc a participat la alegerile parlamentare din Republica Moldova ca și candidat independent (rămânând în închisoare), dar nu a acumulat numărul necesar de voturi pentru a fi ales. În martie 2005 a fost propus de deputații Partidului Social-Liberal pentru funcția de Președinte al Republicii Moldova, dar candidatura lui n-a întrunit numărul necesar de semnături (15 deputați din 101) pentru a fi înaintată oficial.
La data de 27 februarie 2006, Ivanțoc a inițiat o grevă a foamei în semn de protest față de "tratamentul abuziv, inuman și degradant" la care era supus de către conducerea penitenciarului din Tiraspol. Printre drepturile care îi erau încălcate sistematic erau: restrângerea comunicării cu familia sau primirea de pachete conținand produse alimentare vital necesare bolilor de care suferea .
El a fost eliberat la 2 iunie 2007,
după momente de haos și derută la granița transnistreană. A fost adus aproape de bariera vamală de la Tighina cu mașina, după 2 ore de la ora anunțată inițial, reprezentanții autorităților transnistrene i-au citit ordinul prin care se anunța că este persona non-grata pe teritoriul Transnistriei și nu are voie să revină înapoi, adăugându-se că acesta este documentul în baza căruia va fi predat autorităților Republicii Moldova.
În timpul formalităților care aveau loc la punctul de control de lângă Tighina, în loc să înainteze spre frontiera moldovenească, Andrei Ivanțoc a făcut un gest inexplicabil pentru toată lumea care venise să-l întâmpine. Astfel, acesta s-a întors și a început să fugă în direcția opusă, spre regiunea nistreană. El a fost urmărit, ajuns din urmă, trântit la pământ și bătut de agenți ai securității transnistrene în prezența unor membrii ai misiunii OSCE, precum și a reprezentanților presei și ai unor partide politice. Aparent, timp de o oră, Andrei Ivanțoc a refuzat să treacă în teritoriul controlat de autoritățile de la Chișinău, în ciuda insistențelor soției sale Eudochia și a vice-ministrului reintegrării, Ion Stăvilă. În jurul orei 12.20, el a fost urcat cu forța într-o mașină oficială a Ministerului de Interne moldovean, care a trecut în viteză de bariera de securitate și transportat la locuința sa din sectorul Ciocana al capitalei. În prima sa declarație, Andrei Ivanțoc a motivat reacția sa prin faptul că el consideră regiunea transnistreană un teritoriu moldovenesc ocupat:
|  | N-am fugit doamnă, m-am întors în țară, pe pământ, la casa natală. [...] așa și este doamnă, teritoriu ocupat.[...] Libertatea [...] n-am dorit decât să o cuprind, să o înțeleg care e. M-am găsit acolo în cameră singur cincisprezece ani. | — Andrei Ivanțoc |

De asemenea, Andrei Ivanțoc a mai declarat după eliberarea sa: "Am spus și spun și acum că, dacă timpul s-ar întoarce înapoi, tot așa aș face, dar cu o altă gândire poate, mai bună. Îmi pare rău că suntem ocupați și mă doare că nu se face nimic. Am impresia că cei de la Chișinău joacă aceeași carte cu Moscova" 
. În prezent, Andrei Ivanțoc locuiește permanent împreună co soția sa Eudochia la Chișinău, sectorul Ciocana, într-un apartament modest cu 2 camere.
La data de 3 iulie 2007, președintele României, Traian Băsescu, i-a decorat la Palatul Cotroceni pe Andrei Ivanțoc, Alexandru Leșco și Tudor Petrov Popa cu Ordinul Național „Steaua României” în grad de Cavaler. El a menționat "dragostea de țară, eroismul, dorința de a te sacrifica pentru poporul tău", de care ai dat dovadă cei trei patrioți .
În timpul Protestelor de la Chișinău din 2009, Andrei Ivanțoc și soția sa au fost bătuți de polițiști. În urma agresiunilor, Andrei a suferit o comoție cerebrală și a avut un braț rupt.[
În data de 2 august 2010 membrii "Grupului Ilașcu" au fost decorați de președintele interimar al Republicii Moldova, Mihai Ghimpu, cu "Ordinul Republicii".